# Bilohirsk

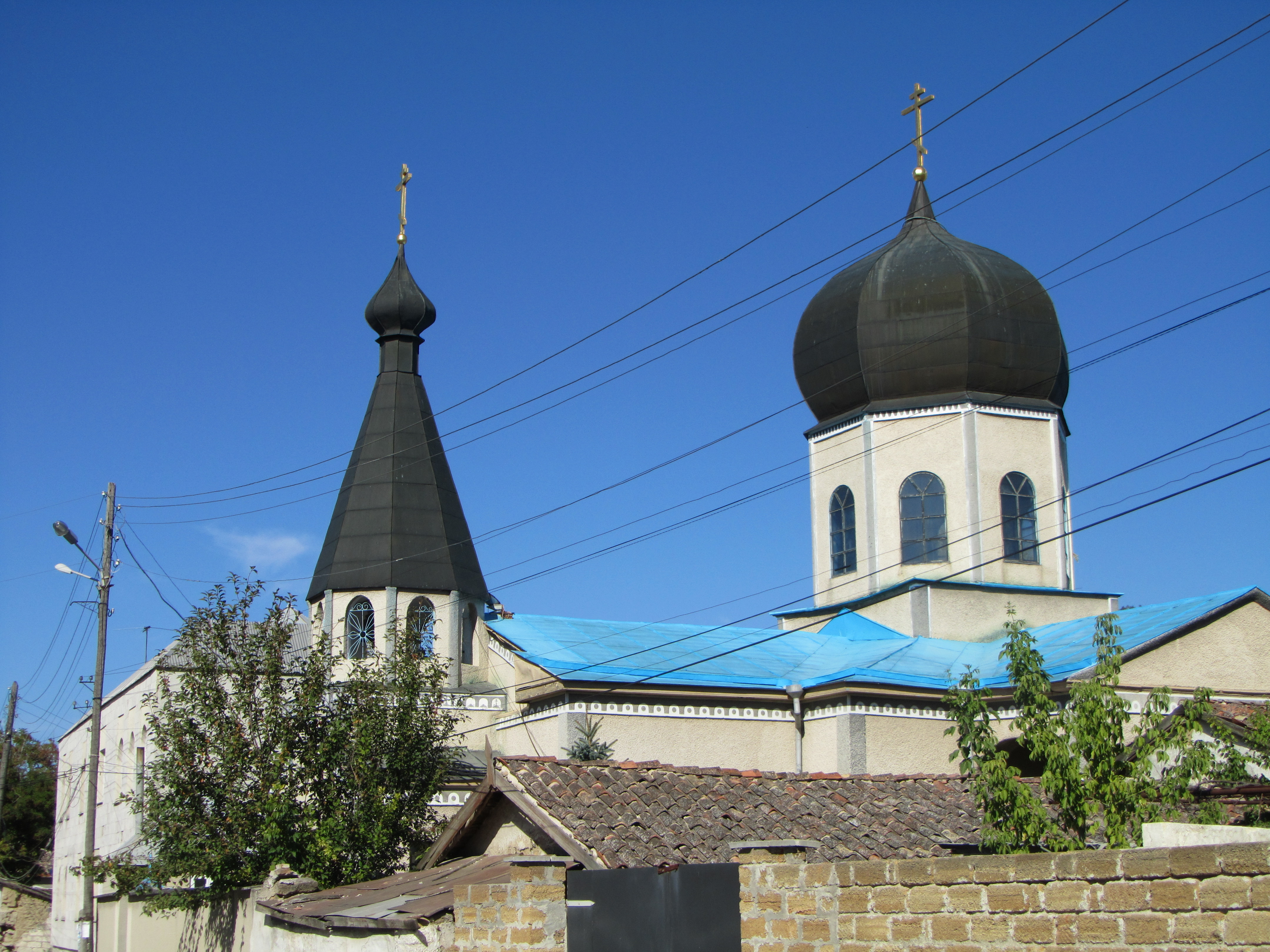
St.-Nikolaus-Kirche von 1793 in Bilohirsk

Bilohirsk (ukrainisch Білогірськ; russisch Белогорск Belogorsk, deutsch ‚Weiße Berge‘, krimtatarisch Qarasuvbazar ‚Basar am schwarzen Fluss‘, armenisch Բելոգորսկ, Կարասու-Բազար Belogorsk, Qarasuvbazar) ist eine Stadt in der Autonomen Republik Krim. Sie liegt durchschnittlich auf 180 Metern über Meeresspiegel. Bis 1944 trug sie den Namen Karasu-Basar.

## Geschichte
Umgeben von Hügeln, an einer Felsenwand am Fluss Biyuk Karasu gelegen, hatte die Handelsstadt im Jahr 1880 11.877 Einwohner, im Jahr 2006 18.400. Ihre Blütezeit erlebte sie während der Herrschaft der Genuesen, die sie im 15. Jahrhundert den Tataren überlassen mussten, wonach sie zum Osmanischen Reich gehörte. Im ständigen Streit mit Russland wurde die Stadt 1737 von den Russen eingenommen, geplündert und niedergebrannt. Nach dem Fünften Russisch-Türkischen Krieg wurde Karasu-Basar infolge des Friedens von Kütschük Kainardschi 1779 für fünf Jahre zur Hauptstadt der Krim, nach deren erster Annexion durch Russland im Jahre 1783 musste sie dieses Privileg an das neu gegründete Simferopol abgeben.
Die meisten Krimtschaken, eine turksprachige Volksgruppe jüdischen Glaubens, die seit dem frühen Mittelalter auf der Krim ansässig waren und deren Siedlungszentrum Karasu-Basar war, wurden Ende 1941 von deutschen SS- und Polizeieinheiten ermordet und die Synagoge Karasu-Basar aus dem Jahr 1516 wurde zerstört.
Die dort lebende krimtatarische Mehrheit der Einwohnerschaft wurde am 18. Mai 1944 auf Stalins Befehl hin wegen „Kollaboration mit der deutschen Besatzungsmacht“ (siehe Reichskommissariat Ukraine) nach Zentralasien deportiert, wobei auf dem Transport in Viehwaggons etwa die Hälfte der Krimtataren umkam.
Wenngleich die Bedeutung der Stadt im Laufe der Zeiten kontinuierlich sank, ist sie heute noch ein Zentrum des Exports von Früchten. Der Ort beheimatet auch einen der wichtigeren Stauseen der Krim zur Wasserversorgung.

## Sehenswürdigkeiten
In der Nähe der Stadt befindet sich der Safaripark Taigan.

## Söhne und Töchter der Stadt
- Lasar Serebrjakow (1792–1862), Admiral
- Bekir Çoban-zade (1893–1937), krimtatarischer Turkologe, Dichter und Schriftsteller
- Léon Barsacq (1906–1969), russischstämmiger Filmarchitekt beim französischen Kino

## Städtepartnerschaften
- Yalova, Türkei
- Nowe Miasto Lubawskie, Polen